# 克利福德·威爾
克利福德·马丁·威尔（英語：Clifford Martin Will，1946年—）是一位出生于加拿大的理论物理学家，以对广义相对论的贡献而闻名。 

## 生平
威尔出生在安大略省的汉密尔顿。 1968 年，他获得了理学学士学位。来自麦克马斯特大学。在加州理工学院，他师从基普·索恩 ，获得博士学位。 1971 年 他曾在芝加哥大学和斯坦福大学任教，并于 1981 年加入圣路易斯华盛顿大学任教。 2012 年，他调任佛罗里达大学教职至今。 
威尔的理论工作集中在爱因斯坦场方程的近似解的后牛顿扩展，这是一个众所周知的困难领域，它建構了诸如罗素赫尔斯和约瑟夫泰勒通过观察双脉冲星间接验证引力辐射存在所必需的理论基础。 
威尔的广义相对论实验测试书评被广泛认为是该领域研究的重要资源；他关于同一主题的畅销书被《纽约时报》列为 1986 年出版的 200 本最佳书籍之一。 
威尔是 1996-1997 学年的古根漢研究员。 从 2009 年到 2018 年，Will 担任IOP Publishing 旗下期刊Classical and Quantum Gravity的主编。 

## 荣誉
威爾於1989年當選美國物理學會院士  並於2007年獲選美國國家科學院院士。
2019 年，威爾获得了阿尔伯特·爱因斯坦奖章，该奖章自 1979 年以来每年由瑞士伯尔尼的阿尔伯特·爱因斯坦协会颁发，以表彰他「对广义相对论的重要贡献，特别是爱因斯坦场方程近似解的后牛顿展开以及他们与实验的突破。」 

## 书目信息
根据NASA ADS数据库，威爾教授的h-index为 57。

## 选集
- Will, Clifford M. . Living Reviews in Relativity. 2014, 17 (1): 4. Bibcode:2014LRR....17....4W. PMC 5255900 . PMID 28179848. S2CID 15329710. arXiv:1403.7377 . doi:10.12942/lrr-2014-4.
- Will, Clifford M. . Cambridge: Cambridge University Press. 1981. ISBN 0-521-23237-6.
- Will, Clifford M. . New York: Basic Books. 1993. ISBN 0-465-09086-9.[] (original publication date 1986)
- Will, Clifford M.; Poisson, Eric. . Cambridge University Press. 2014. ISBN 978-1107032866.
- Will, Clifford M. . Cambridge: Cambridge University Press. 2018. ISBN 978-1-107-11744-0.
- Will, Clifford M.; Yunes, Nicolás. . Oxford: Oxford University Press. 2020. ISBN 9780198842125.